# باتل راب
باتل راب هو نوع من فن الراب يتم إجراؤها بين اثنين أو أكثر من المشاركين تتضمن الكلمات ألفاظ تباهي، شتائم وتلاعب بالألفاظ.